# Armand Grenet
Armand Grenet (10 de abril de 1894 — 16 de março de 1972) foi um jogador de rugby union francês, medalhista olímpico.

## Carreira
Durante sua carreira esportiva, foi associado ao clube Biarritz Olympique.
Ele integrou a equipe da Seleção da França que conquistou a medalha de prata nos Jogos Olímpicos de Verão de 1920 em Antuérpia. Na partida disputada no Estádio Olímpico em 5 de setembro de 1920, os franceses perderam para a seleção dos Estados Unidos por 0–8. Como esta foi a única partida disputada nesta competição, significou que conquistaram a medalha de prata.
Durante a Primeira Guerra Mundial, ele serviu como tenente nas forças terrestres. Por salvar vários soldados apesar dos próprios ferimentos, foi condecorado com a Croix de Guerre. Durante uma cerimônia em Les Invalides em junho de 1921, recebeu a Legião de Honra.